# Episodi de La piovra (quinta stagione)
La quinta stagione della serie televisiva La piovra, anche conosciuta con il titolo La piovra 5 - Il cuore del problema, è composta da 5 episodi è stata trasmessa da Rai 1 dal 14 ottobre al 29 ottobre 1990, di domenica e lunedì, in prima serata.
Tra gli interpreti principali Vittorio Mezzogiorno (Dave Licata / Davide Pardi), Patricia Millardet (Silvia Conti), Remo Girone (Tano Cariddi), Bruno Cremer (Antonio Espinosa), Vanni Corbellini (Andrea Linori), Agnese Nano (Gloria Linori), Delia Boccardo (Marta), Stefano Dionisi (Stefano Pardi), Alberto Gimignani (agente Mauro Trevi), Luigi Di Fiore (agente Quadri), Ray Lovelock (capitano della DEA Simon Barth), Ana Torrent (Maria Cariddi), Luigi Pistilli (barone Giovanni Linori), Orso Maria Guerrini (Giuseppe Giacomo Carta), Domenico Fortunato (Gianni Filò) Orazio Orlando (Annibale Corvo), Marcello Tusco (Don Antonio De Pisis, detto U' Puparo), Vanessa Gravina (Lorella De Pisis), Riccardo Cucciolla (onorevole Riccardo Respighi), Martin Balsam (Don Calogero Barretta), Jean Hebert (Domenico "Mimmo" Linori) e Soraya Castillo (Elsy, fidanzata di Mimmo Linori).
La prima visione italiana della miniserie è stata vista mediamente da oltre 12 milioni di telespettatori con uno share del 43,83% ed ha scatenato polemiche nell'ambiente politico per situazioni e personaggi che sembravano alludere ad alcuni importanti esponenti della politica italiana dell'epoca.

## Trama
Il giudice Silvia Conti, dopo il tragico agguato in cui il commissario Corrado Cattani ha perso la vita, sta ora indagando per scoprire l'identità dei mandanti dell'omicidio e, per tale ragione, si è fatta trasferire a Palermo.
Si reca da Tano Cariddi, che si trova in un ospedale psichiatrico siciliano in quanto è riuscito a farsi passare per un malato mentale per evitare l'ergastolo in seguito all'assassinio di sua moglie Ester (cosa di cui lei è perfettamente consapevole), ma da lui non riesce a ottenere nessuna informazione attendibile.
Nel frattempo si susseguono una serie di eventi: a Palermo viene assassinato un giovane manager, Domenico Linori, conosciuto come Mimmo, per impedire che diventi il direttore di una redditizia azienda, la Sicilteknoplus, che evidentemente interessa alla mafia, mentre a New York la stessa giudice Conti partecipa ad un blitz antimafia internazionale che porta all'arresto di noti boss italo-americani, fra cui uno dei boss della Cupola siciliana oramai latitante, Don Calogero Barretta.
Sempre a New York, la giudice Conti conosce casualmente Dave Licata (il cui vero nome è Davide Pardi), un ex poliziotto che era stato costretto a fuggire vent'anni prima in America perché braccato dalla mafia abbandonando forzatamente la moglie Marta ed il loro figlio Stefano in tenera età; Davide, però, sostenuto da un suo vecchio amico poliziotto, Simon Barth, è intento a ritrovare l'uomo che diede l'ordine di massacrare la sua squadra molti anni prima.
Costui fa ritorno nella sua terra d'origine, la Sicilia, e messo piede a Palermo assieme a Barth, inizia le indagini proprio nella casa in cui è stato assassinato Mimmo Linori, ovvero nell'abitazione della sua amante, anch'essa messa sotto torchio da Simon Barth e Davide perché è stata complice dell'omicidio.
Il capitano della DEA Simon Barth cade ucciso in un agguato ma Licata riesce a infiltrarsi nella villa di Giovanni Linori - padre di Mimmo e sospettato di essere uno dei mandanti dell'omicidio del commissario Cattani - e scopre anche che è lui il responsabile della morte dei suoi colleghi negli anni settanta, coadiuvato da un altro oscuro personaggio. Giovanni Linori viene poi eliminato dagli uomini di Annibale Corvo, un potente imprenditore ed allo stesso tempo noto esponente della mafia che vuole salire a capo della Sicilteknoplus, l'azienda controllata da Linori.
Suo figlio Andrea Linori tornato dall'America con la moglie Gloria e il figlio di 7 anni Ninni cerca di impedirglielo, ma perde in un agguato a fuoco il figlioletto Ninni, nonostante il tentativo eroico di proteggerlo del coraggioso Licata, che, nel frattempo, ritrova il figlio Stefano, che ora è ventenne ed è uno studente universitario e l'ex moglie Marta che, pur volendo ancora bene a Davide ma credendolo ormai morto, si è ormai rifatta una vita accanto ad un altro uomo.
Linori, per vendicare la morte del suo amatissimo figlio Ninni, diventa alleato del velenoso Tano, che, evaso dall'ospedale psichiatrico, ottiene l'approvazione della Cupola per distruggere Annibale Corvo, facendo pervenire alla giudice Conti le prove per incastrarlo e successivamente, dopo la sua scarcerazione, la Cupola provvede ad eliminarlo.
Dopo innumerevoli indagini, Davide scopre che l'uomo che aveva coadiuvato Giovanni Linori nell'uccisione dei suoi compagni altri non è che Antonio Espinosa, altro mandante dell'omicidio del commissario Cattani, vecchio nemico che adesso è alleato con Tano e Andrea Linori per portare a termine un losco affare internazionale di traffico di stupefacenti, foraggiato dal denaro della Sicilteknoplus. L'intervento di Davide Licata e la sua preziosa collaborazione con Silvia Conti, riescono a fermare il losco piano criminale di Espinosa.
Espinosa viene consegnato alla giustizia e Andrea Linori, accecato dall'odio, tenta di uccidere Tano Cariddi, il quale riesce però a sfuggirgli e ad ucciderlo a sua volta grazie all'intervento della sorella psicolabile. Tano fugge in Africa per sottrarsi all'arresto e soprattutto alla vendetta della Cupola, ma prima di sparire di scena, con l'inconsapevole aiuto della sorella Maria, lascia una valigetta con una bomba da far esplodere alla stazione centrale di Palermo, attentato voluto e progettato dallo stesso Espinosa per intimidire lo Stato Italiano. Tano era stato costretto ad accettare l'ordine del faccendiere, ma quando la droga viene sequestrata e il progetto criminoso va a monte, al fine di evitare un'inutile strage manda la sorella proprio da Silvia con una sua lettera nella quale rivela dove si trova la bomba e in cui aggiunge che abbandonerà l'Italia. Prega inoltre la giudice di prendersi cura di Maria, la persona più importante della sua vita (l'unica che mi abbia amato senza secondi fini).
Memorabile la scena finale in cui Silvia, i poliziotti Quadri e Trevi che le fanno da scorta, Davide e suo figlio Stefano riescono a sventare quella che sarebbe divenuta una strage di innocenti in una emozionante corsa contro il tempo.

## Curiosità
- L'attore Martin Balsam, che interpreta il boss siciliano Don Calogero Barretta, latitante in America aveva recitato nel ruolo del boss italo-americano Frank Carrisi, alleato dell'avvocato Terrasini ne La piovra 2.
- L'azienda Siciltecno di Palermo presentò un esposto al pretore di Roma per fare in modo che gli autori dichiarassero che l'azienda di cui si parlava nella miniserie (la Sicilteknoplus) non aveva nulla a che vedere con essa; tale esposto fu accolto e dunque all'inizio degli ultimi due episodi compare un cartello in cui gli autori dello sceneggiato dichiarano che Sicilteknoplus era un nome di fantasia, e che non c'era nessun riferimento o collegamento con la reale Siciltecno.
- C'è un evidente errore nella sceneggiatura della scena finale, nella quale viene sventato l'attentato alla stazione centrale di Palermo: l'attentato dovrebbe avvenire il giorno 10 novembre alle ore 19, orario in cui in Italia è già calata la sera da qualche ora, mentre invece la scena si svolge in pieno giorno, alla luce del sole.